# Anarrhinum corsicum
Anarrhinum corsicum là một loài thực vật có hoa trong họ Mã đề. Loài này được Jord. & Fourr. mô tả khoa học đầu tiên năm 1866.